# Bartolomeo da Saliceto
Bartolomeo da Saliceto, latinizzato come Bartholomeus de Salyceto (Bologna, c. 1335-1340 – Bologna, 28 dicembre 1411), è stato un giurista italiano.

## Biografia

Super Digesto veteri, 1560

Nacque nel 1335-1340 circa da un'illustre famiglia di giuristi bolognesi, figlio di Iacopo. Studiò diritto nella sua città, seguendo i corsi dello zio Riccardo, lettore di diritto civile. Lo stesso Bartolomeo nel proemio al suo commento al libro IX del Codice ricorda che nel 1370 fu privato dell'insegnamento a Bologna e fu costretto a trasferirsi a Padova, dove per quattro anni fu lettore di diritto civile. Questi cambiamenti furono dovuti a motivi politici legati alle lotte scoppiate a Bologna per il malgoverno dei vicari pontifici.
Nel 1376 riprese l'insegnamento allo Studio bolognese, subito dopo la rivolta della città contro il vicario pontificio e la conseguente caduta del governo vicariale. Gli anni dal 1376 al 1389 rappresentano il periodo più lungo e costruttivo del suo insegnamento a Bologna, dove rifiorisce una vita comunale più tranquilla. Prese parte a due ambascerie del Comune di Bologna presso il nuovo pontefice Urbano VI, a diverse trattative politiche e arbitrati. Compromessosi in alcune iniziative sediziose dopo la caduta della signoria scaligera, considerato favorevole ai Visconti, nel 1389 si rifugiò a Ferrara dove proseguì le sue letture sul Codice e sul Digesto.
Nel 1398 tornò a Bologna per un insegnamento breve, ma già dal 1399 al 1403 era di nuovo trasferito a Padova, come docente di diritto civile, insieme al figlio Giacomo, laureatosi nel 1380 e in seguito trasferitosi presso la corte dei Carraresi. Dal 1404 al 1408 riprese l'ultimo periodo di insegnamento a Bologna, dove morì nel 1411.
Venne sepolto nel chiostro della basilica di San Domenico, in una ricca arca scolpita da Andrea da Fiesole, oggi custodita nel Museo Civico Medievale.
Le sue opere ebbero ampia diffusione.

## Opere

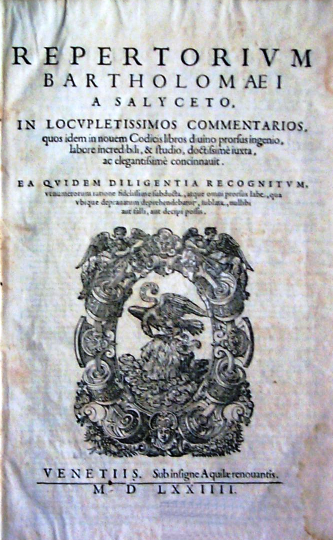
Frontespizio di un repertorium dell'opera di Saliceto del 1704

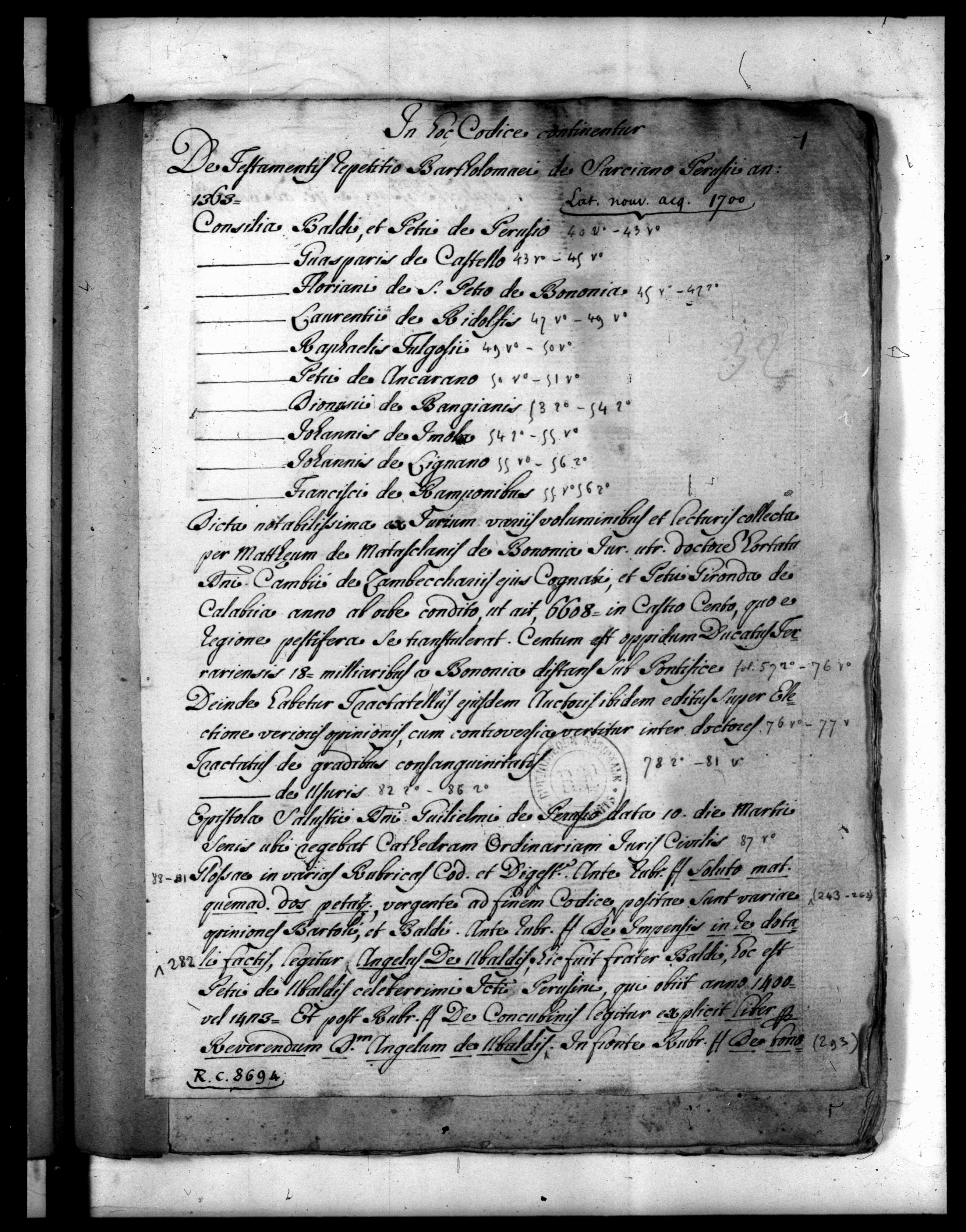
Consilia, manoscritto, XIV-XV secolo

- Commento al Codice giustinianeo (1365-1400).
- Commento al Digesto Vecchio giustinianeo (libri XII-XXIV).
- Dissertazione De mora.

### Edizioni
- (LA) Super Digesto veteri, Lyon, Claude Servain, 1560.
- (LA) Lectura super novem libris Codicis, vol. 1, Lyon, Claude Servain.
  - (LA) Lectura super novem libris Codicis, vol. 2, Lyon, Claude Servain.

### Manoscritti
- Consilia, XIV-XV secolo, Paris, Bibliothèque Nationale de France, Nouvelles acquisitions latines, Nouv. Acq. Lat. 1700,  ff. 2r-364v.
  -  Consilia, XIV-XV secolo, Città del Vaticano, Biblioteca Apostolica Vaticana, Fondo Barberiniano latino, Barb. lat. 1403.
  -  Consilia, XVI secolo, Ferrara, Biblioteca Comunale Ariostea, Classe I, Cl. I. 174., Lat. 66.
- Consilium, inc. Titius decessit relicto eius filio infante..., XV secolo, Stuttgart, Württembergische Landesbibliothek Stuttgart, Hofbibliothek, HB.VI.6,  ff. 319vb-320ra.
- Repetitiones, XV secolo, Hannover, Stadtbibliothek Hannover, Handschriften, Mag. 51.